# 菲爾埃格鎮區 (內布拉斯加州梅里克縣)
菲爾埃格鎮區（英語：Vieregg Township）是位於美國內布拉斯加州梅里克縣的一個行政鎮區。

## 地方資料
菲爾埃格鎮區的面積為120.42平方千米，當中陸地面積為116.84平方千米，而水域面積為3.58平方千米。根據2020年美國人口普查的數據，當地共有人口765人，而人口密度為每平方千米6.35人。